# Karl Hein
Pour les articles homonymes, voir Hein.
Karl Hein (né le 11 juin 1908 à Hambourg et mort le 10 juillet 1982 à Hamburg) était un athlète allemand spécialiste du lancer du marteau.
Il a remporté la médaille d'or du lancer du marteau lors des Jeux olympiques de 1936 à Berlin (52,13 m - 52,44 m - invalide - 54,70 m - 54,85 m - 56,49 m). Il a également fini à la première place lors des Championnats d'Europe d'athlétisme de 1938 à Paris (58,77 m).
Quand il était jeune, Karl Hein pratiquait le lancer de disque, le lancer de poids et d'autres disciplines. Quand il se marie au début des années 1930, il arrête le sport. Mais en 1934, il voit une vidéo sur les Jeux olympiques de 1932 et il est impressionné, en particulier par le lanceur de marteau irlandais Patrick O’Callaghan. Il se tourna donc à nouveau vers le sport.
Après la Seconde Guerre mondiale, il reste un athlète senior en activité. L'année de ses 65 ans, il a réussi un lancer au marteau à 53 mètres. Il a commencé avec le club FC St. Georg Hamburg et a été entraîné par Sepp Christmann. Pendant sa période active, il faisait 1,79 m pour 103 kg.

## Source
- (de) Cet article est partiellement ou en totalité issu de l’article de Wikipédia en allemand intitulé « Karl Hein » (voir la liste des auteurs).